# Pallenopsis comosa
Pallenopsis comosa är en havsspindelart som beskrevs av Stock, J.H. 1975. Pallenopsis comosa ingår i släktet Pallenopsis och familjen Phoxichilidiidae. Inga underarter finns listade i Catalogue of Life.